# Норт Плејнфилд (Њу Џерзи)
Норт Плејнфилд (енгл. North Plainfield) град је у америчкој савезној држави Њу Џерзи.

## Демографија
По попису из 2010. године број становника је 21.936, што је 833 (3,9%) становника више него 2000. године.
| Група             | 2000.          | 2010.         |
| Белци             | 10.023 (47,5%) | 6.735 (30,7%) |
| Афроамериканци    | 2.824 (13,4%)  | 4.134 (18,8%) |
| Азијати           | 1.064 (5,0%)   | 1.275 (5,8%)  |
| Хиспаноамериканци | 6.916 (32,8%)  | 9.699 (44,2%) |
| Укупно            | 21.103         | 21.936        |